# 24-Stunden-Rennen von Spa-Francorchamps 1973

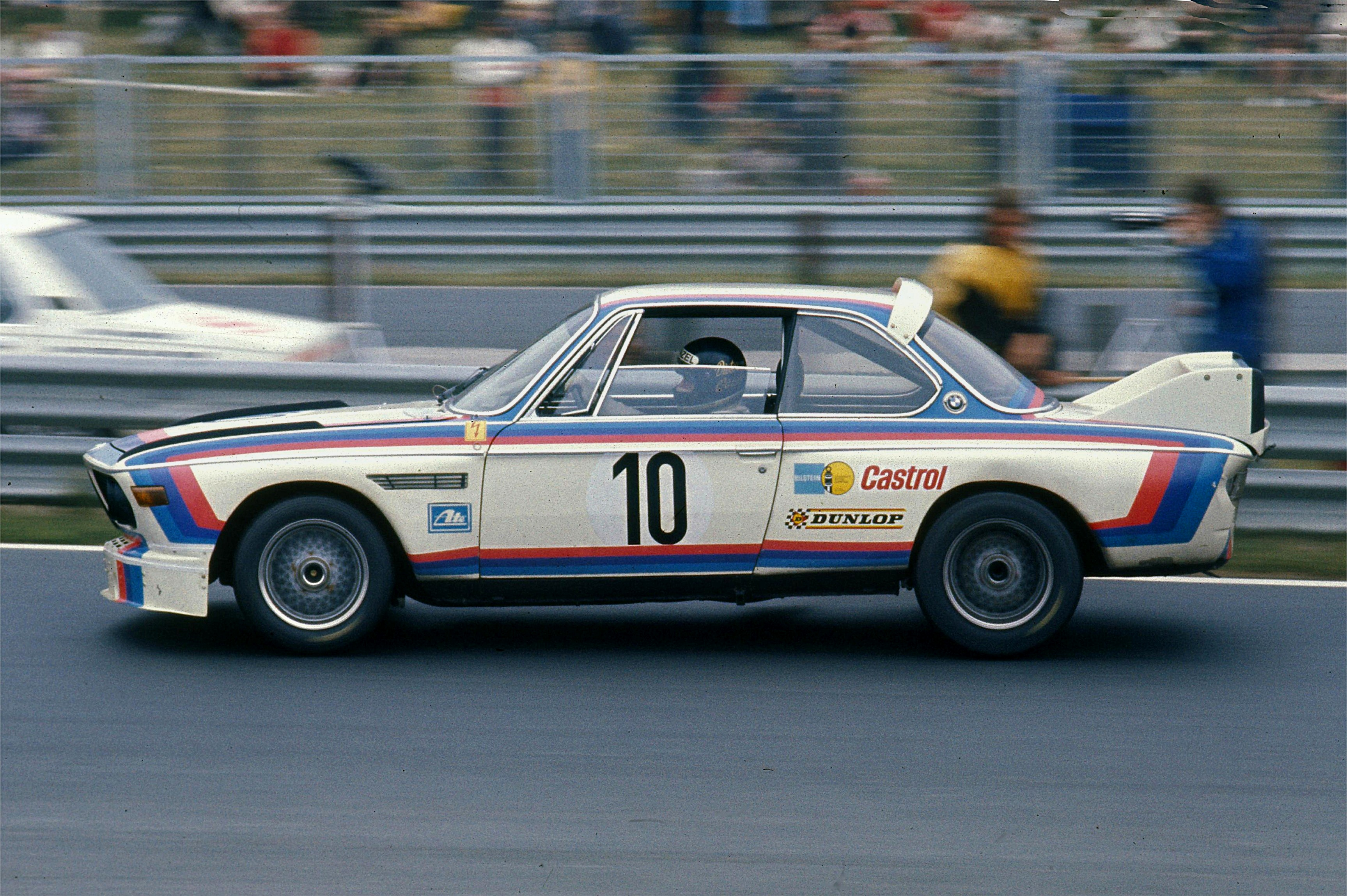
Dieter Quester im BMW 3.0 CSL

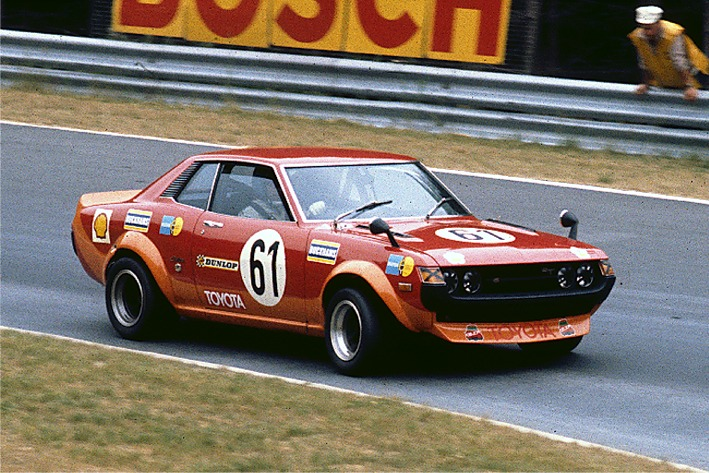
Klassensieg in der Division 1 für Ove Andersson und Freddy Kottulinsky im Toyota Celica GT, hier beim 6-Stunden-Rennen auf dem Nürburgring 1973

Das 25. 24-Stunden-Rennen von Spa-Francorchamps, auch 24 heures de Francorchamps, fand vom 21. bis 22. Juli 1973 auf dem Circuit de Spa-Francorchamps statt und war der fünfte Wertungslauf der Tourenwagen-Europameisterschaft dieses Jahres.

## Das Rennen
Die fatale Kollision zwischen Hans-Peter Joisten und Roger Dubos in der siebten Rennstunde und der Unfall von Massimo Larini überschattete das 24-Stunden-Rennen 1973. Joisten, der sich das Steuer eines Alpina-BMW 3.0 CSL mit Brian Muir teilte, lief um 23 Uhr abends auf die zu überrundenden Alfa Romeo 2000 GTV Gr. 1 von Claude Ballot-Léna und Roger Dubos auf. Die Fahrbahn war regennass, als Joisten beim Streckenabschnitt Burneville am Wagen von Dubos vorbeifuhr. Dabei kam er leicht von der Strecke ab, verlor die Kontrolle über den BMW und prallte gegen eine Barriere. Der Wagen schleuderte zurück auf die Fahrbahn und wurde von Dubos Alfa Romeo in der Höhe der Fahrertür getroffen. Auf der von Trümmerteilen übersäten Straße verunfallten dahinter Ballot-Léna und Huub Vermeulen im Opel Commodore GS/E Gr. 1. Während diese beiden Piloten unverletzt blieben, starben Joisten und Dubos in den Wracks. 25 Minuten später verunfallte Massimo Larini in Les Combes. Larini, Teamkollege von Carlo Facetti im Werks-Alfa Romeo 2000 GTAm, verlor, wie davor Joisten, die Herrschaft über den Wagen, fuhr in eine Streckenbegrenzung, woraufhin sich der Alfa Romeo mehrmals überschlug. Larini erlitt mehrere schwere Kopf- und Nackenverletzungen sowie Beinbrüche. Mit einem Hubschrauber brachte man den Schwerverletzten ins Baviera Hospital nach Lüttich, wo er sieben Tage später, ohne das Bewusstsein wiedererlangt zu haben, starb. Sowohl Alfa Romeo als auch Alpina zogen nach den Unfällen die Einsatzwagen zurück. Auch Christine Beckers, die Verlobte von Roger Dubos, gab das Rennen auf.
Nach den schweren Unfällen geriet das Rennergebnis in den Hintergrund. Toine Hezemans und Dieter Quester siegten im Werks-BMW 3.0 CSL mit deutlichen 15 Runden Vorsprung auf den Ford Capri RS 2600 LW von Jochen Mass und John Fitzpatrick.

## Ergebnisse

### Schlussklassement
| 1                  | Div. 2 | 10 | BMW Motorsport             | Toine Hezemans Dieter Quester                                | BMW 3.0 CSL                    | 313 |
| 2                  | Div. 2 | 1  | Ford Köln                  | Jochen Mass John Fitzpatrick                                 | Ford Capri RS 2600 LW          | 298 |
| 3                  | Div. 2 | 32 | Marabout Racing            | René Tricot Jean-Louis Haxhe                                 | Opel Commodore GS/E Gr. 1      | 290 |
| 4                  | Div. 2 | 16 | Racing Team Biral          | Serge Laurent Noël van Assche                                | BMW 3.0 Si Gr. 1               | 286 |
| 5                  | Div. 2 | 37 | Opel Gulf Racing Team      | Dany Wauters Francis Polak                                   | Opel Commodore GS/E Gr. 1      | 286 |
| 6                  | Div. 2 | 31 | DNRT Marlboro Team         | Jim Vermeulen Jelle Hingst Rien Frankenhout                  | Opel Commodore GS/E Gr. 1      | 279 |
| 7                  | Div. 2 | 28 | Opel Gulf Racing Team      | Christine Beckers Patrick Nève Huub Vermeulen                | Opel Commodore GS/E Gr. 1      | 275 |
| 8                  | Div. 2 | 35 | Ets. Schoeters             | François Goldstein Claude de Wael                            | Ford Capri 3000 GXL Gr. 1      | 274 |
| 9                  | Div. 1 | 62 | Toyota A. G.               | Ove Andersson Freddy Kottulinsky                             | Toyota Celica GT               | 274 |
| 10                 | Div. 1 | 58 | Promoteam-GB Entreprises   | Roland Imbert Joost Byttebier                                | Alfa Romeo 2000 GTV Gr. 1      | 273 |
| 11                 | Div. 2 | 24 | Research Consultants Ltd.  | Mike Crabtree Jonathan Buncombe Terry Sanger                 | Chevrolet Camaro Z28           | 269 |
| 12                 | Div. 1 | 66 | Audi-NSU France            | Daniel Dupré Jean-Claude Boucher                             | Audi 100 Coupé S               | 267 |
| 13                 | Div. 2 | 7  | Nigel Clarkson             | Jeremy Walton Nigel Clarkson                                 | Ford Capri 3000 GXL Gr. 1      | 266 |
| 14                 | Div. 1 | 79 | DNRT Marlboro Team         | Loek Vermeulen Aloys Mattijssen                              | Opel Manta 19 SR               | 265 |
| 15                 | Div. 1 | 59 | Promoteam-GB Entreprises   | Eric Mandron Edgar Gillessen                                 | Alfa Romeo 2000 GTV Gr. 1      | 265 |
| 16                 | Div. 1 | 57 | Ray Gulson                 | Peter Brown Ray Gulson                                       | Alfa Romeo 2000 GTV Gr. 1      | 261 |
| 17                 | Div. 1 | 91 | Alex Soulard               | Lucien Guitteny Alex Soulard                                 | Alfa Romeo 2000 GTV Gr. 1      | 255 |
| 18                 | Div. 1 | 61 | Euro Oil Racing Team       | J. Beckers Claude Crespin                                    | Alfa Romeo 2000 GTV Gr. 1      | 254 |
| 19                 | Div. 1 | 72 | Simca Racing Team          | Remy Marquet John Vanderheyden                               | Simca Rallye 2                 | 251 |
| 20                 | Div. 1 | 73 | Simca Racing Team          | Jean-Louis Goblet Robert Laine                               | Simca Rallye 2                 | 249 |
| 21                 | Div. 1 | 74 | Simca Racing Team          | Jean-Marie Herman Jacky Delhaes                              | Simca Rallye 2                 | 248 |
| 22                 | Div. 1 | 80 | Dennis Thorne              | Dennis Thorne Les Blackburn                                  | Vauxhall Firenza SL            | 246 |
| 23                 | Div. 1 | 77 | Racing Team Sigma          | Paul Delbrouck Jean Degey                                    | Renault R12 Gordini            | 242 |
| 24                 | Div. 1 | 90 | Trivellato                 | Angelino Lepri Germano Prenol                                | Fiat 128 Coupé 1300            | 241 |
| 25                 | Div. 1 | 75 | Racing Team Sigma          | Geronimo Jeannot Sauvage                                     | Renault R12 Gordini            | 235 |
| 26                 | Div. 2 | 8  | Wolf Levis Racing Team     | Yves Deprez Pierre-Yves Bertinchamps                         | Chrysler Hemicuda Gr.1         | 225 |
| Disqualifiziert    |        |    |                            |                                                              |                                |     |
| 27                 | Div. 2 | 34 |                            | Richard Jones George Potter                                  | Ford Capri 3000 GXL Gr. 1      |     |
| Ausgefallen        |        |    |                            |                                                              |                                |     |
| 28                 | Div. 1 | 60 | Promoteam-GB Entreprises   | Eddy Joosen Etienne Stalpaert                                | Alfa Romeo 2000 GTV Gr. 1      | 276 |
| 29                 | Div. 1 | 78 | Scuderia Brescia Corse     | José Maria de Uriarte Rafael Barrios Emilio Rodriguez Zapico | Ford Escort RS 1600 Broadspeed |     |
| 30                 | Div. 1 | 65 | Ken Coffey                 | Ken Coffey Ted Worswick                                      | Ford Escort TC                 |     |
| 31                 | Div. 2 | 30 | Opel Gulf Racing Team      | Bernard de Dryver Bernard de St. Hubert                      | Opel Commodore GS/E Gr. 1      |     |
| 32                 | Div. 2 | 3  | Ford Köln                  | Hans Heyer Helmut Koinigg                                    | Ford Capri RS 2600 LW          |     |
| 33                 | Div. 2 | 11 | BMW Motorsport             | Hans-Joachim Stuck Chris Amon                                | BMW 3.0 CSL                    |     |
| 34                 | Div. 2 | 26 | Opel Gulf Racing Team      | Roger Berndtson Jean-Louis Ravenel                           | Opel Commodore GS/E Gr. 1      |     |
| 35                 | Div. 1 | 68 | Roger Vanderschrick        | Jean-Paul Rieu Roger Vanderschrick                           | BMW 2002                       |     |
| 36                 | Div. 2 | 5  | Ford Gerstmann Racing Team | Jaime Mesia Alberto Ruiz Giménez                             | Ford Capri RS 2600             |     |
| 37                 | Div. 1 | 51 | Autodelta S.p.A.           | Spartaco Dini Walter Dona                                    | Alfa Romeo 2000 GTAm           |     |
| 38                 | Div. 1 | 52 | Autodelta-Jolly Club       | Philippe Toussaint Michel Noé                                | Alfa Romeo 2000 GTV Gr. 1      |     |
| 39                 | Div. 1 | 53 | Autodelta S.p.A.           | Umberto Grano Vincenzo Cazzago                               | Alfa Romeo 2000 GTV Gr. 1      |     |
| 40                 | Div. 1 | 82 | Charles Michiels           | Raymond Raus Jean-Marie Détrin                               | BMW 2002                       |     |
| 41                 | Div. 2 | 15 | BMW-Alpina                 | Alain Peltier Harald Menzel                                  | BMW 3.0 CSL                    |     |
| 42                 | Div. 1 | 50 | Autodelta S.p.A.           | Massimo Larini Carlo Facetti                                 | Alfa Romeo 2000 GTAm           |     |
| 43                 | Div. 1 | 71 | Hans-Peter Koepchen        | Heinrich Hirth Günther Mohrs                                 | BMW 2002                       |     |
| 44                 | Div. 2 | 29 | Opel Gulf Racing Team      | Huub Vermeulen Fred Frankenhout                              | Opel Commodore GS/E Gr. 1      |     |
| 45                 | Div. 1 | 55 | Autodelta S.p.A.           | Roger Dubos Jacques Berger                                   | Alfa Romeo 2000 GTV Gr. 1      |     |
| 46                 | Div. 1 | 56 | Autodelta S.p.A.           | Claude Ballot-Léna Jean-Claude Lagniez                       | Alfa Romeo 2000 GTV Gr. 1      |     |
| 47                 | Div. 1 | 96 | Simca Racing Team          | Simon Romain Feitler                                         | Simca Rallye 2                 |     |
| 48                 | Div. 1 | 81 | Charles Michiels           | Jean-Jacques Feider François Haid                            | BMW 2002                       |     |
| 49                 | Div. 2 | 6  | Wisharts Garages           | Gordon Spice John Hine                                       | Ford Capri 3000 GXL Gr. 1      |     |
| 50                 | Div. 2 | 21 | BMW-Alpina Malcolm Gartlan | Hans-Peter Joisten Brian Muir                                | BMW 3.0 CSL                    |     |
| 51                 | Div. 1 | 64 | Norman Reeves Ltd.         | Yvette Fontaine Frans Lubin                                  | Ford Escort RS 1600            |     |
| 52                 | Div. 2 | 9  | BMW France Import Marabout | Francy Lacroix Henri Sonveau                                 | BMW 3.0 CSi Gr. 1              |     |
| 53                 | Div. 1 | 86 | Ecirue Arc en ciel         | Fred Helsen Rudy Holst                                       | BMW 2002                       |     |
| 54                 | Div. 1 | 89 | East Belgian Racing Team   | Emmanuel Remion Maurice Lenaif                               | Fiat 128                       |     |
| 55                 | Div. 2 | 20 | BMW-Alpina                 | Walter Brun Cox Kocher                                       | BMW 3.0 CSL                    |     |
| 56                 | Div. 1 | 69 | Nicolas Koob               | Nicolas Koob John Lagodny                                    | BMW 2002                       |     |
| 57                 | Div. 1 | 76 | Racing Team Sigma          | Charles van Stalle Charles Naveau                            | Renault R12 Gordini            |     |
| 58                 | Div. 1 | 93 | Ecurie Azur                | Jean-Pierre Magalhaes Pierre Rubens                          | Alfa Romeo 2000 GTV Gr. 1      |     |
| 59                 | Div. 2 | 22 | Précision Liegeoise        | Hughes de Fierlant Vincent Gaye                              | BMW 3.0 CSL                    |     |
| 60                 | Div. 2 | 23 | A. G. Rivers Racing Ltd.   | James Hunt Richard Lloyd                                     | Chevrolet Camaro Z28           |     |
| 61                 | Div. 2 | 17 | Luigi Racing Team Marabout | Jean Xhenceval Willy Braillard                               | BMW 3.0 CSL                    |     |
| Nicht gestartet    |        |    |                            |                                                              |                                |     |
| 62                 | Div. 1 | 88 | Scuderia Filipinetti       | Fernand Néri Fernand Néri junior                             | Fiat 128 Coupé 1300            | 1   |
| 63                 | Div. 1 | 95 | Richard Mattozza           | Richard Mattozza Dino Pizzinato                              | Alfa Romeo 2000 GTV            | 2   |
| Nicht qualifiziert |        |    |                            |                                                              |                                |     |
| 64                 | Div. 1 | 63 | Toyota AG Schweiz          | D. Walker Richard Scott                                      | Toyota Celica GT               | 3   |

1 nicht gestartet
2 nicht gestartet
3 nicht qualifiziert

### Nur in der Meldeliste
Hier finden sich Teams, Fahrer und Fahrzeuge, die ursprünglich für das Rennen gemeldet waren, aber aus den unterschiedlichsten Gründen daran nicht teilnahmen.
| Pos. | Klasse | Nr. | Team                 | Fahrer                                  | Chassis              |
| ---- | ------ | --- | -------------------- | --------------------------------------- | -------------------- |
| 65   | Div. 2 | 2   | Ford                 | John Fitzpatrick                        | Ford Capri RS 2600   |
| 66   | Div. 2 | 4   | Ford BP Racing Team  | Claude Bourgoignie Dave Matthews        | Ford Capri RS        |
| 67   | Div. 2 | 12  | BMW Dealer Team GB   | Roger Bell Tony Dron                    | BMW 3.0 Si           |
| 68   | Div. 2 | 14  | BMW Dealer Team GB   | John Handley Peter Hanson               | BMW 3.0 Si           |
| 69   | Div. 2 | 19  | Team Schnitzer Motul | Bob Wollek Jean-Pierre Jaussaud         | BMW 3.0 CSL          |
| 70   | Div. 2 | 25  | Robert Eberhardt     | Robert Eberhardt Michael Mario Barretta | Chevrolet Camaro     |
| 71   | Div. 2 | 33  | A. Steinmetz         | Werner Christmann Peter Hoffmann        | Opel Commodore GS    |
| 72   | Div. 2 | 38  |                      | Maurice Damseaux Jacques Bigrat         |                      |
| 73   | Div. 1 | 52  | Jolly Club Autodelta | Martino Finotto                         | Alfa Romeo 2000 GTAm |
| 74   | Div. 1 | 54  | Autodelta S.p.A.     | Teodoro Zeccoli Spartaco Dini           | Alfa Romeo 2000 GTV  |
| 75   | Div. 1 | 67  | A. Steinmetz         | Klaus Miersch Eberhardt                 | Opel Ascona A        |
| 76   | Div. 1 | 70  | Hermes Delbar        | Michel Delcourt Hermes Delbar           | BMW 2002             |
| 77   | Div. 1 | 83  |                      | Wendy Markey Jenny Dell                 |                      |
| 78   | Div. 1 | 84  |                      | T. Carpent Marc Demol                   |                      |
| 79   | Div. 1 | 85  |                      | Michel Bevaire Mir                      |                      |
| 80   | Div. 1 | 87  |                      | Aloyse Kridel                           |                      |
| 81   | Div. 1 | 92  |                      | Friedhelm Coenen Peter Sieben           |                      |
| 82   | Div. 1 | 94  |                      | Marcel Engels Michel de Dyne            |                      |

### Klassensieger
| Klasse | Fahrer         | Fahrer             | Fahrzeug         | Platzierung im Gesamtklassement |
| ------ | -------------- | ------------------ | ---------------- | ------------------------------- |
| Div. 2 | Toine Hezemans | Dieter Quester     | BMW 3.0 CSL      | Gesamtsieg                      |
| Div. 1 | Ove Andersson  | Freddy Kottulinsky | Toyota Celica GT | Rang 9                          |

### Renndaten
- Gemeldet: 82
- Gestartet: 61
- Gewertet: 26
- Rennklassen: 2
- Zuschauer: 100.000
- Wetter am Renntag: kalt und regnerisch
- Streckenlänge: 14,100 km
- Fahrzeit des Siegerteams: 24:00:00.000 Stunden
- Gesamtrunden des Siegerteams: 313
- Gesamtdistanz des Siegerteams: 4422,980 km
- Siegerschnitt: 184,290 km/h
- Pole Position: Hans-Joachim Stuck – BMW 3.0 CSL (#11) – 3:49,100 = 221,876 km/h
- Schnellste Rennrunde: Chris Amon – BMW 3.0 CSL (#11) – 3:49,400 = 221,586 km/h
- Rennserie: 5. Lauf zur Tourenwagen-Europameisterschaft 1973